# Local Color (film 1917 Beaumont)
Local Color è un cortometraggio muto del 1917 diretto da Harry Beaumont e prodotto dalla Essanay di Chicago.
Quell'anno uscì in sala un altro Local Color che fu diretto da Al Christie.

## Produzione
Il film fu prodotto dalla Essanay Film Manufacturing Company (come Black Cat).

## Distribuzione
Distribuito dalla General Film Company, il film - un cortometraggio di due bobine - uscì nelle sale cinematografiche statunitensi il 21 luglio 1917.